# George Hickenlooper

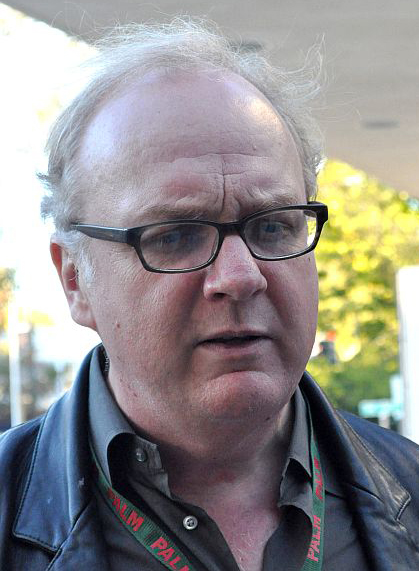
George Hickenlooper

George Hickenlooper (* 25. Mai 1963 in St. Louis, Missouri; † 30. Oktober 2010 in Denver, Colorado) war ein US-amerikanischer Filmregisseur, Drehbuchautor und Filmproduzent.

## Leben
Im Jahr 1986 machte er seinen Abschluss an der Yale University mit B.A. in Geschichte und „Film Studies“. Sein Debüt als Regisseur wie auch Drehbuchautor gab er 1988 mit der Fernsehdokumentation Art, Acting, and the Suicide Chair: Dennis Hopper, einer kurzen Präsentation mit und über den Schauspieler Dennis Hopper.
Drei Jahre später drehte er mit Hearts of Darkness: A Filmmaker’s Apocalypse, auch Hearts of Darkness – Reise ins Herz der Finsternis, eine Dokumentation über die Entstehung des Kriegsfilms Apocalypse Now von Regisseur Francis Ford Coppola. Diese Produktion wurde mit zwei Emmys ausgezeichnet; einen davon erhielt Hickenlooper zusammen mit Eleanor Coppola und Fax Bahr, die ebenfalls als Regisseure an der Produktion beteiligt waren. Im selben Jahr inszenierte er eine Dokumentation über Peter Bogdanovich mit dem Titel Zweimal Texas. Im Jahr 1993 drehte er schließlich mit The Killing Box seinen ersten Spielfilm. Für seine weiteren Filme, darunter auch eine weitere Dokumentation mit dem Titel Mayor of the Sunset Strip aus dem Jahr 2003, verfasste er auch jeweils das Drehbuch. Nebenbei war er als Ausführender Produzent für verschiedene Dokumentationen tätig. Laut Aussage eines Gerichtsmediziners starb er – ohne Suizidabsicht – an einer Mischung aus Alkohol und dem versehentlich überdosierten Schmerzmittel Oxymorphon.
Sein Cousin John Hickenlooper war Bürgermeister von Denver und kandidierte 2010 erfolgreich für das Amt des Gouverneurs von Colorado.

## Filmografie (Auswahl)
- 1991: Hearts of Darkness – Reise ins Herz der Finsternis (Hearts of Darkness: A Filmmaker’s Apocalypse)
- 1991: Zweimal Texas (Picture This: The Times of Peter Bogdanovich in Archer City, Texas)
- 1996: Täter unbekannt (Persons Unknown)
- 1997: Dogtown – Stadt der Lügen
- 1999: Die Akte Romero (The Big Brass Ring)
- 2001: Ein Mann für geheime Stunden (The Man from Elysian Fields)
- 2006: Factory Girl
- 2010: Casino Jack

## Schriften
- Reel Conversations: Candid Interviews With Film’s Foremost Directors and Critics. Carol Publishing, New York 1991, ISBN 0-8065-1237-7.